# Marlén Cepeda
Marlén Georgina Cepeda Valle (Sancti Spíritus, 27 ottobre 1985) è un'ex cestista cubana.

## Carriera
Con Cuba ha disputato i Campionati mondiali del 2014.